# Royaume d'Allada
XIIIe siècle – 1724
Entités suivantes :
- Royaume du Dahomey

Le royaume d'Allada, également connu sous le nom de royaume d'Ardra, est un royaume côtier de l'Afrique de l'Ouest au bord du golfe du Bénin. Fondé selon la tradition Fon au XIIIe siècle en même temps que la ville d'Allada par un groupe de migrants adjas en provenance de Tado, le royaume atteint l'apogée de sa puissance aux XVIe et XVIIe siècles grâce au commerce triangulaire et à l'esclavage.
Le royaume est assujetti militairement par le royaume du Dahomey en 1724 et subsiste en tant que monarchie, distinguant deux dynasties gouvernant depuis la Grande Allada, la capitale Allada, et la Petite Allada, l'actuelle ville de Porto-Novo. Après être passé sous protectorat français en 1894, puis annexé en 1904, la monarchie persiste sans souveraineté et le titre royal est officiellement rétabli en 1992 par le roi Kpodégbé Togi Djigla.

## Nom
Allada correspond tant au nom d'une ville, d'un royaume que d'un empire ayant des territoires tributaires et vassaux.
Le nom possède plusieurs autres orthographes : Ardra, Ardrah, Ardres, Hardre, Arda, Arada et Arrada. Cependant, son nom francophone s'écrit de la même manière que sa capitale, Allada. La Grande Ardra ou Great Ardra désigne la capitale principale du royaume, Allada. La Petite Ardra ou Little Ardra désigne la capitale économique du royaume, l'actuelle Porto-Novo, capitale du Bénin,,. 

## Délimitation géographique
Le royaume d'Allada se situe dans une région subtropicale côtière caractérisée par deux saisons des pluies et deux saisons sèches annuelles. Les précipitations moyennes actuelles de la région avoisinent les 1 270 millimètres par an. Le territoire présente une topographie variée, allant des plaines côtières sablonneuses autour d'Offra[Où ?], souvent marécageuses, à des plateaux forestiers au nord. La capitale se trouve au-delà de la vallée de la Lama, un site parfois utilisé pour la détention de prisonniers et d'esclaves.
L'étendue précise du royaume est incertaine. La vallée de la Lama constitue une frontière entre le royaume d'Allada et le royaume du Dahomey au nord. À l'ouest et à l'est, le lac Ahémé et le fleuve Ouémé constituent des frontières naturelles. Enfin, le territoire s'étendait au sud jusqu'à la mer. La proportion de territoires côtiers faisant directement partie du royaume varie selon les sources et les périodes. En effet, la majorité des sources sont postérieures à la conquêtes du Dahomey en 1724. Cependant, durant l'apogée du royaume d'Allada, les provinces du Dahomey, d'Ouidah et de Popo sont gouvernées par ce royaume. À ceci s'ajoutent plusieurs royaumes et chefferies acceptant Allada sous forme de suzeraineté ou d'État tributaire. En 1670, l'ambassadeur d'Allada qui rencontre le roi de France mentionne que le territoire s'étend jusqu'à Grand-Popo. En incluant les vassaux et tributaires, le royaume d'Allada borde les frontières sous contrôle de l'empire d'Oyo et les frontières du royaume du Bénin. Les sources qui décrivent les conflits qui opposent des États sujets au royaume d'Allada permettent de retracer une extension territoriale jusqu'à Grand-Popo et Petit-Popo. Certaines sources indiquent que la souveraineté impériale d'Allada s'étend de la Volta jusqu'à l'ouest de Lagos. Sur le plan démographique, la population du royaume, sans ses vassaux et tributaires, est estimée à environ 200 000 habitants.

## Histoire

### Origine

#### Selon la tradition orale

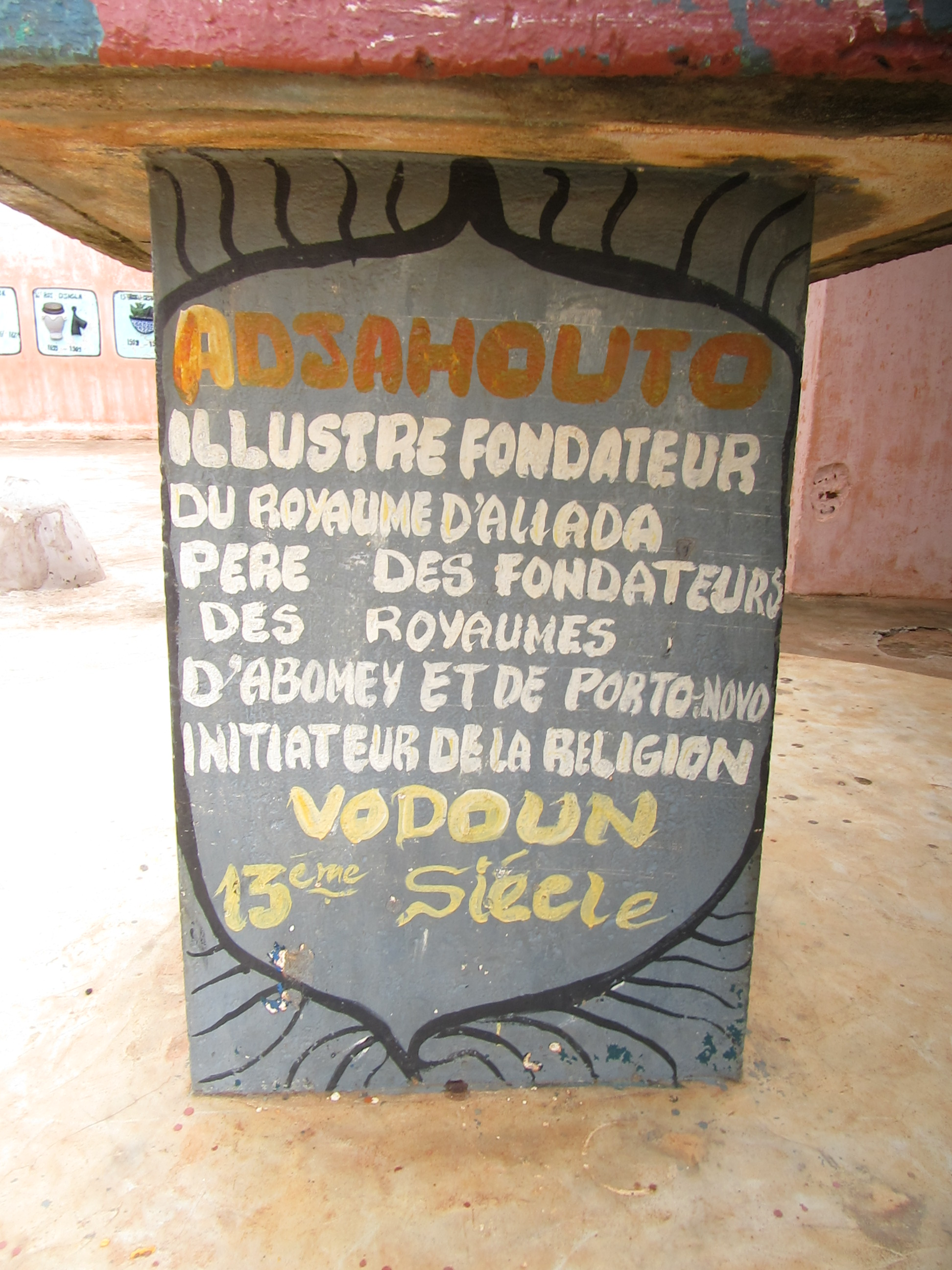
Peinture commémorative au sein du palais royal d'Allada.

Selon la tradition orale fon, les colons adjas qui se sont établis dans la région de l'actuel Allada sont arrivés dans le sud du Bénin vers le XIIe siècle en provenance de Tado, sur le fleuve Mono. Le plateau d'Allada était habité par les Ayizo avant l'installation du roi Adjahouto et un important cours d'eau y coulait.
Kokpon, roi de Tadô subit un coup d'État de son propre frère, poussant ainsi à l'exil lui et ses proches. Kokpon et ses partisans fondent la cité-État d'Allada, faisant de lui le premier roi. Il prend le nom d'Adohoué-Adjahounto. À sa mort, ses fils luttent pour la succession et mettent fin à cette guerre à Houègbo. Les trois frères prennent la décision de se séparer : Ganji Sinje Ajahutonon-Kpev prend place sur le trône de son père, un second migre vers le nord et fonde le royaume du Dahomey, le troisième, Tè-Agbanlin, migre vers le sud et fonde le royaume de Hogbonou,,,.
Ils se sont établis dans la zone qui correspond actuellement[À quoi ?] dans le Sud du Bénin. Lorsque trois frères Kokpon, Do-Aklin et Te-Agdanlin se partagent le pouvoir de la région, Kokpon prend la capitale et règne sur le royaume d'Allada, tandis que son frère Do-Aklin fonde Abomey (qui deviendra capitale du royaume du Dahomey) et leur frère Te-Agdanlin fondèrent la Petite Allada, également connue sous le nom d'Ajatche, plus tard appelée Porto-Novo (littéralement, « Nouveau Port ») par les commerçants portugais (qui est l'actuelle capitale du Bénin),,.

#### Selon les historiens
Les origines de la fondation et de l'expansion du royaume d'Allada sont problématiques car leur documentation ne repose que sur la tradition orale. Celle-ci provient des traditions véhiculées à Allada ainsi qu'au sein des deux royaumes reliant leur fondation à un ancêtre commun : les royaumes du Dahomey et celui de Porto-Novo seraient selon la tradition issues d'Allada,. La tradition orale reliant une fondation au Tado se retrouvent également dans d'autres communautés comme à Grand-Popo et Ouidah ainsi qu'en bordure de la sphère d'influence du royaume d'Allada. 
Cependant, cette relation dynastique entre les trois royaumes semble relever d'ajouts tardifs découlant de l'hégémonie du Dahomey durant le XVIIIe siècle. Aucun document ne fait état de lien dynastique entre ces différents royaumes auparavant, si bien que plusieurs sources considèrent cette version comme fausse et issue d'une reconstruction généalogique visant à usurper l'autorité et la légitimité de règne sur Allada. Les documents effectués par une mission française en 1750 récoltant des éléments de l'histoire du Dahomey ne font d'ailleurs jamais état d'un quelconque lien dynastique avec Allada. La première mention de ce lien n'apparait qu'en 1797. L'idée selon laquelle les rois du Dahomey ne descendent pas de la dynastie d'Allada est renforcée par les nombreuses confusions dans la tradition orale sur l'origine de leur fondateur.
Une révision de cette tradition orale permet de comprendre que la dynastie située à Porto-Novo est en réalité la dynastie royale d'Allada déplacée à la suite de la conquête du royaume en 1724 par le royaume de Dahomey. L'idée selon laquelle trois frères issus de la même dynastie fondent le royaume de Dahomey et celui de Porto-Novo est donc chronologiquement impossible puisque la dynastie de Porto-Novo apparaît plus d'un siècle après la fondation de celle du Dahomey. L'objectif de cette réécriture, incluant notamment aussi qu'Allada est à l'origine du Dahomey, a pour objectif d'évincer la dynastie royale d'Allada de toutes prétentions.
La révision et l'analyse des différentes traditions orales permettent de déterminer que le choix de cette origine se rapporte à une période durant laquelle Tado est au centre d'un royaume puissant. Elles n'exprimeraient pas de réelles migrations, mais une appartenance ancienne qui s'oppose à l'apparition d'une nouvelle hégémonie en place, celle du royaume d'Allada. Le fait qu'une majeure partie des traditions orales établissent également leur fondation en lien à la dynastie d'Allada signifie une reconnaissance culturelle de cette nouvelle puissance. L'étude de ces traditions met également en lumière que l'idée selon laquelle un roi de Tado migre vers la région d'Allada pour y fonder une ville serait incorrecte, les territoires étant déjà habités par une autre population, les Aizo.
Le travail de Robin Law (en) permet de redessiner une certaine chronologie qui associe son analyse de la tradition orale, ses recherches dans les documents européens contemporains ainsi que les résultats des fouilles archéologiques effectuées dans la région. Si les traditions et les généalogies officielles permettent de remonter jusqu'au début du XVIe siècle, les documents et premiers contacts avec les Portugais confirment l'existence du royaume d'Allada qui auraient été en contact avec les Européens dès les années 1470. Les analyses dendrochronologiques effectuées sur le site de Togoudo indiquent quant à elles une première occupation située entre 1265 et 1655.

### Enjeux portugais (XVeetXVIesiècles)
Au XVe siècle, lors des premiers contacts avec les Portugais, le royaume d'Allada contribue à l'émergence du commerce transatlantique et constitue la principale source d'esclaves. Cependant, il est déjà très actif au sein du commerce intérieur avec la Côte de l'Or et fournit de l'ivoire, des textiles et des cauris en échange d'or. Lorsque d'autres marchands européens intègrent le commerce dans la zone maritime de la côte des Esclaves, le royaume d'Allada n'attire que les négriers de par sa réputation. 
Dans les documents portugais du XVIe siècle, la première référence au royaume d'Allada date de 1539 lors d'une mission chrétienne en direction du royaume du Bénin. Bien que cette mention permette d'envisager qu'une ouverture au commerce portugais s'effectue, les premiers rapports d'activités commerciales ne datent que de 1553 au plus tôt. Dès 1570, l'État d'Allada est inscrit sur les cartes portugaises. Bien que le premier rapport maritime attestant du transport d'esclaves depuis Allada ne date que de 1600, des esclaves africains désignés sous le nom d'Ardas ou Araras sont mentionnés dès le milieu des années 1560.
De 1553 jusque dans les années 1630, les marchands portugais sont les seuls à commercer avec le royaume d'Allada si bien que le royaume n'est que brièvement mentionné par des marchands britanniques et néerlandais, et ce malgré l'intensité de leur activité au sein de la Côte de l'Or voisine. 
Les relations entre la noblesse d'Allada et le Portugal facilitent l'introduction de premières missions chrétiennes ainsi que l'éducation des élites. Des conseillers portugais intègrent progressivement la cour royale tandis que les princes sont envoyés au couvent de Sao Tomé afin d'y être instruits. L'intérêt par la classe dirigeante pour le christianisme remonte avant les contacts de 1553 puisqu'un ambassadeur du roi d'Allada est envoyé à Lisbonne vers 1550 afin de convaincre le roi du Portugal d'établir une église chrétienne à Allada ainsi que des relations commerciales. Les documents relatifs à cette ambassade indiquent que le roi d'Allada propose de renforcer le commerce portugais en fournissant des esclaves et vêtements pour le poste de traite de Sao Tomé en échange d'une mission chrétienne.

### Apogée du royaume (XVIIesiècle)
Un rapport néerlandais rédigés par Pieter de Marees décrit en 1601 la situation commerciale d'Allada en regard des autres États côtiers. La colonie d'Allada est en 1600 le plus importante des États adjas, bordant l'empire d'Oyo, dont le roi d'Ardra était vassal et tributaire. Bien qu'il s'agisse d'un royaume de l'intérieur des terres, Allada a maintenu le contrôle de certains ports maritimes tels qu'Offra, Jaquin et Ouidah, rendant ainsi Allada important dans le commerce des esclaves. Ce commerce donnera les moyens économiques de payer ses droits à Oyo. Entre 1640 et 1690, environ 125 000 esclaves ont été vendus depuis Allada, culminant à environ 55 000 entre 1680 et 1690. Le pays fait également l'objet de plusieurs missions de christianisation, dont une mission espagnole en 1660-1661. Durant tout le XVIIe siècle, le royaume est à son apogée et reste le plus puissant des royaumes de la Côte des Esclaves. Il est le principal intermédiaire commercial pour approvisionner les européens en esclaves. Cependant, le royaume traverse plusieurs périodes d'instabilité comme lorsque les missionnaires espagnoles rapportent en 1660-1661 que onze sujets du royaume se soulèvent, incluant le royaume d'Ouidah, de Dahomey ainsi que des communautés yoruba à l'ouest. 
À la suite de la perte d'influence des Portugais à Allada, le roi d'Allada Toxonu se tourne vers l'Espagne et envoie y envoie un ambassadeur en 1657. Ce dernier atteint Carthagène des Indes par un navire marchand avant d'être envoyé à la cour royale à Madrid où il arrive en février 1658. Le roi d'Allada invite l'Espagne à continuer la mission de christianisation initiée par les Portugais et propose même de se faire baptiser. Le roi Philippe IV aurait répondu favorablement et ordonne une mission chrétienne. En plus des douze missionnaires, un homme originaire d'Allada ayant vécu 44 ans en Espagne est intégré au groupe. L'objectif de la mission est de convertir de jeunes hommes et de les ramener en Espagne afin d'y suivre un enseignement religieux. Cependant, le monopole néerlandais en place à Allada mène la mission à sa perte.
En 1663, le port d'Offra accueille la première manufacture de la Compagnie néerlandaise des Indes occidentales, puis une seconde en 1670. Les Britanniques installent également un poste de traite à Allada et les Français sont approchés par un groupe de chrétiens du royaume d'Allada qui leur font part de leur désir de christianiser le royaume. Le roi Trezifon rencontre les Français et envoie, sur leur conseil, un ambassadeur en France afin de rencontrer le roi Louis XIV. L'objectif de cette rencontre est de renforcer les capacités commerciales françaises dans le royaume d'Allada sous couvert de mission de christianisation. Les deux missionnaires sont bien envoyés, mais le poste de traite français est transféré à Ouidah peu de temps après leur arrivée.
L'arrivée d'autres puissances européennes renforce des ports comme celui de Ouidah qui supplante progressivement Offra à la suite de l'implantation de marchands français, puis anglais. Les Néerlandais délaissent Offra après 1692 à la suite de la destruction des infrastructures commerciales durant un conflit local. Cette perte du contrôle des activités commerciales amorce une perte progressive de l'hégémonie du royaume d'Allada au profit d'un nouveau royaume.
Faisant à l'origine partie du royaume d'Allada, la ville d'Abomey est devenue la capitale d'un nouveau royaume, le royaume du Dahomey, qui engagera un conflit armé avec le royaume voisin d'Oyo. Après être sorti victorieux, le Dahomey s'établit comme nouveau royaume principal de la région. Fin 1690, la croissance du Dahomey commence à restreindre les capacités d'approvisionnement d'Ardra en esclaves en provenance du Nord, tandis que Ouidah devenait la nouvelle source principale d'esclaves d'Afrique de l'Ouest. Cela a considérablement affaibli le pouvoir d'Ardra dans la région.

### Déclin et fin du royaume
Des conflits internes sont rapportés par les Européens dès 1660. Cependant, le contrôle et la souveraineté d'Allada semble perdurer sur la majorité des territoires à l'exception du royaume houéda et de son port d'Ouidah. Si un rapport de 1688 indique que le royaume du Dahomey gagne son indépendance à cette date, des rapports ultérieurs en font toujours un territoire subordonné au roi d'Allada. Ces rapports mettent en lumière l'instabilité croissante au sein des territoires.
À la fin du XVIIe siècle, la puissance du royaume d'Allada est mise à mal par des conflits entre les États et une perte de contrôle sur le commerce intérieur. L'hégémonie du royaume qui détient durant la majeure partie du XVIIe siècle un contrôle politique sur des États vassaux et tributaires se désagrège progressivement. Le roi d'Allada, Teziflon, prend des mesures contre les marchandises européennes afin de reprendre le contrôle du commerce, provoquant la colère de la noblesse locale et leur révolte. Le premier tributaire à faire défection est le royaume houéda vers 1680, devenant le principal port commercial des Britanniques et garantissant son indépendance avec leur soutien. Cependant, les sources ultérieures indiquent qu'il redevient tributaire, bien qu'hostile au royaume d'Allada qui entre en conflit avec ce royaume en deux occasions, en 1691-1692 et en 1714-1717 afin de rétablir son contrôle,,. 
L'histoire interne du pays est mal documentée, mais plusieurs éléments indiquent des dissensions internes et d'éventuels conflits de succession ainsi que des complots. C'est durant cette période qu'un second royaume vassal accélère le déclin du royaume en se révoltant et gagnant son indépendance en 1715, le royaume du Dahomey. Des crises internes facilitent l'apparition de cette nouvelle puissance ainsi que la conquête des territoires. En 1724, le roi Agadja achève la conquête d'Allada en s'alliant avec un opposant politique du roi en place. En trois jours, les troupes du roi du Dahomey ont massacré des milliers d'hommes. Plus de 8 000 habitants sont capturés et vendus comme esclaves en partance pour le Nouveau Monde. 
Cependant, la conquête des territoires côtiers provoque un conflit avec l'empire d'Oyo qui se porte garant du maintien des dynasties royales à Adalla et Porto-Novo. Une expédition militaire, en 1726, force le roi Agadja à se retirer provisoirement. Le conflit qui oppose le Dahomey et Allada n'est toujours pas conclu, si bien qu'Agadja du Dahomey reste décrit comme un rebelle, un noble ou un gouverneur et non comme un roi. Dès 1728, les royaumes voisins des territoires d'Allada se coalisent pour faire face à Agadja. En 1730, la paix avec l'empire d'Oyo prévoit que le royaume de Dahomey accorde un tribut et la préservation de la dynastie d'Allada installée à Porto-Novo.

### Histoire moderne

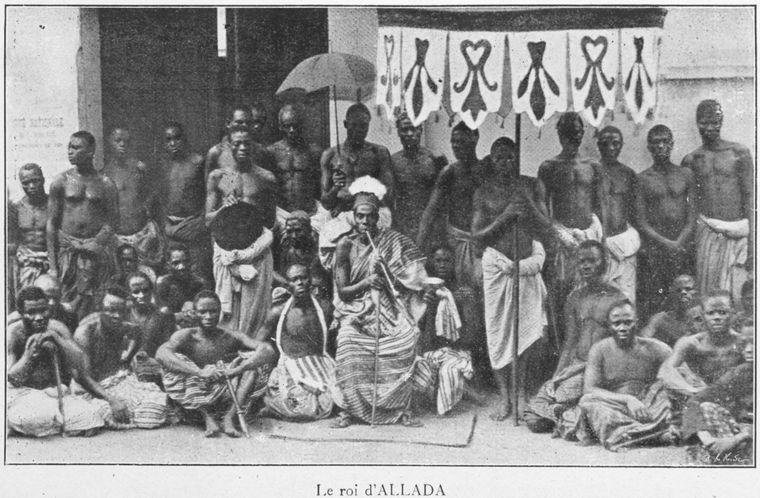
Le roi d'Allada, en 1900.

En 1894, la France rétablit le royaume sous protectorat. En 1904, la France annexe le royaume mais permet l'existence d'une monarchie non souveraine. Ses dirigeants sont qualifiés de « chefs supérieurs ».
Le titre de roi n'est rétabli qu'en 1992 lors du couronnement de Kpodégbé Togi Djigla, et la monarchie non souveraine perdure à ce jour.
Les titres liés au royaume d'Allada perdurent. Par exemple, Georges-Emmanuel Germany, ex-bâtonnier de Martinique nommé ambassadeur du Bénin chargé de la diaspora afrodescendante pour les Antilles le 18 décembre 2024, a été élevé au rang de prince du royaume d'Allada en 2016.
Kpodégbé Toyi Djigla est le président du Haut Conseil des Rois du Bénin (en). Le royaume moderne non souverain d'Ardra se compose également de nombreux rois mineurs qui, en théorie, acceptent le roi d'Ardra comme leur supérieur. Dans l'idéologie et l'organisation de ces royaumes, le roi d'Allada est perçu comme le père des autres rois et ce à cause de l'ascendance légendaire des rois du Dahomey et de Hogbonou à un ancêtre commun ayant fondé Allada.

## Société

### Structure impériale
Avec une grande quantité de communautés et royaumes sous son contrôle, le royaume d'Allada peut éventuellement être qualifié d'Empire par analogie au Saint-Empire romain germanique médiéval. On distingue au sein de ce territoire impérial deux types de territoires : le royaume propre d'Allada dirigé par son roi et les territoires vassaux et tributaires. 
À l'intérieur du royaume d'Allada, seul le roi d'Allada est autorisé à détenir le statut de roi tandis que les dirigeants des différentes villes qui lui sont subordonnées détiennent d'autres titres. Les Portugais les nomment fidalgoes (nobles). Cependant, tous les dirigeants ne possèdent pas ce titre et peuvent également être des fonctionnaires et gouverneurs nommés par le roi.
Les territoires annexes peuvent quant à eux être dirigés par des rois mais se distinguent du roi d'Allada en le nommant Grand Roi. Cette structure hiérarchique sera par la suite réutilisée par le royaume de Dahomey dès l’assujettissement effectué par Agadja en 1724.
La relation entre le royaume d'Allada et son tributaire houéda observée durant les périodes de paix témoigne d'une forme de suzeraineté dans laquelle le couronnement du roi de Ouidah ne peut s'effectuer sans la présence d'un cabboceer (chef) envoyé par le roi d'Allada. La tradition d'Allada indique que ces rituels de consécration étaient coutumiers avant 1724 à l'égard d'autres rois tributaires et les traditions dahoméennes font effectivement allusion à ce type de cérémonie d'investiture. Cela implique l'hypothèse que la relation de suzeraineté entre les rois d'Allada et leurs vassaux et tributaires puissent être essentiellement rituelle plutôt que celle d'un contrôle effectif.

### Institutions

#### Hypothèses
L'étude des institutions du royaume de Dahomey semble dessiner un lien de continuité important avec les institutions du royaume d'Allada selon William Argyle qui concentre son analyse sur la lecture historique des traditions orales dahoméennes. De nombreux arguments s'opposent à cette hypothèse et avancent que les institutions politiques dahoméennes constituent un point de rupture radical avec l'organisation sociale et politique du royaume d'Allada. En effet, le royaume d'Allada est caractérisé par un trône principal détenu par une maison dynastique à la tête d'autres royaumes vassaux ou tributaires. Cependant, cette institution royale n'exerce aucun pouvoir coercitif envers ces derniers, formant un système basé sur une autorité centrale faible permettant une grande autonomie aux vassaux et tributaires. Cette organisation politique décentralisée ne permet pas au royaume de maintenir un contrôle suffisant sur les activités commerciales et favorise les rivalités et conflits internes. À l'inverse, le royaume du Dahomey qui lui succède présente une organisation centralisée forte.
Robin Law souligne que ces deux hypothèses prennent directement racine dans la lecture des traditions orales fortement influencées par la réécriture effectuée par le royaume du Dahomey afin d'asseoir sa légitimité. 

#### Pouvoir royal
L'analyse de documents contemporains du royaume d'Allada présente en réalité celui-ci comme une autocratie dans laquelle le roi « dirige avec tous les droits et pouvoirs entre ses mains, pouvant nommer des nobles et chefs, et punir des criminels ». Le pouvoir royal d'Allada s'exerce au sein du palais et le roi a le pouvoir judiciaire le plus élevé. Parmi les esclaves vendus par le royaume se trouvent des individus condamnés pour désobéissance aux ordres royaux. Les condamnés subissent la décapitation tandis que leur femme et proches deviennent esclaves du roi. Il peut également nommer des nobles et gouverneurs et intervenir sur les matières relatives à l'héritage. De plus, lorsque l'une de ces personnes nommées meurent, l'ensemble de leurs biens reviennent au roi.
Au sein du royaume d'Allada, le roi pouvait également régler les conflits commerciaux. En 1670, des marchands français lésés obtiennent gain de cause et le Roi force les vendeurs d'esclaves à payer leur dette sous peine de se voir, eux et leur famille, réduits à l'esclavage en dédommagement.

Les documents contemporains font particulièrement état des différentes cérémonies qui encadrent la cour royale, sans détailler les véritables pouvoirs politiques en place. Une audience auprès du roi d'Allada s'accompagne de rituels tels que la prosternation. Seul le Grand Prêtre est exempt de cette obligation. Il est également interdit de voir le roi manger, sauf si on le sert. Le roi est également reclus dans son palais et ne procède pas aux visites en personne. 
« Le Prince est tenu en si grande estime parmi ses sujets que personne ne peut le rencontrer sans se prosterner, à l'exception du Grand Prêtre, personne ne peut oser poser un regard sur lui, à moins qu'il ne le lui soit demandé. »
Des coutumes similaires sont également observées à Ouidah, conférant un caractère sacré et semi-divin au roi.
En matière de succession, une première hypothèse envisageait qu'un système de rotation dynastique s'opère au sein du royaume d'Allada. Cependant, les rapports contemporains font état d'un principe de succession par primogéniture, mais celui-ci n'est pas strict et permet au roi de désigner lui-même son successeur. En 1717, à la mort du roi, celui-ci n'a pas désigné de successeur et il revient alors au peuple de désigner celui-ci.

#### Fonctionnaires
Une fonction importante au sein du royaume est désignée sous le nom de Grand Capitaine, Grand Marabout ou Grand Prêtre. Il s'agit d'un fonctionnaire pouvant représenter le roi et agit comme une forme de Premier ministre du roi. Ainsi, de nombreux accords commerciaux et documents échangés avec les Européens sont mis en place par l'intermédiaire du fonctionnaire désigné à ce titre. Après 1724, cette fonction perdure au sein des royaumes d'Ouidah et de Dahomey, mais n'est cependant pas introduite dans la nouvelle dynastie de Porto-Novo.
D'autres fonctions existent également comme les Foella, les Caertte et les Supijn qui sont assimilables à un titre de « capitaine des blancs ». Ces fonctions correspondent à des représentants locaux dont le champ d'action est directement lié aux relations avec les Européens. Les déplacements officiels se font avec son accord et en sa compagnie. Ces trois titres sont probablement des déformations linguistiques qui correspondent à une fonction connue à Ouidah, celle du Yovogan (littéralement « Chef des hommes blancs »). Cependant, il existe aussi des sous-chefs qui facilitent les transactions au sein des ports.

#### Pouvoir religieux
Les institutions religieuses sont très faiblement documentées. L'une des principales sources contemporaines indique que le royaume d'Allada ne possède pas de religion d'État, mais une multitude de cultes locaux et de fétiches. Les cultes royaux observés évoquent un oiseau sacré, cependant il semble qu'une discontinuité dans les pratiques religieuses s'observe à la chute du royaume en 1724. Des coutumes et pratiques religieuses entourent cependant les funérailles d'un roi comme attesté en 1717. La période est tout d'abord marquée par une trêve imposée dans l'ensemble du territoire. Les cérémonies intègrent quant à elles des sacrifices humains. 

## Militaire

### Défenses internes
En 1785, un fossé et un mur d'argile sont construits autour de l'État. Thornton ajoute que la capitale d'Ardra a également été fortifiée dans les années 1790 avec un fossé et un mur qui contenait des meurtrières. Des bâtiments spéciaux contenant des échappatoires étaient proéminents dans la capitale. Depuis le XVIIIe siècle, la marine d'Ardra a déployé de l'artillerie légère sur ses navires. Cette innovation a été introduite par Antonio Vaz de Coelho, un ancien esclave africain du Brésil. Selon Thornton, la marine possédait deux bateaux armés lors d'une opération contre Epe en 1778. Les 2 canots étaient équipés chacun de 4 pierriers en laiton ainsi que de 24 tromblons de gros calibre. Le but principal des bateaux armés était de fournir une couverture à l'armée d'Ardra pendant sa retraite.
Au XVIIIe siècle, la dynastie subordonnée mise en place par le Dahomey à la suite de sa conquête de l'État, fournit un soutien d'infanterie et navale au Dahomey. Des sources primaires des années 1690 indiquent que l'armée d'Ardra ne se déplaçait en compagnies que pendant les défilés alors qu'elle combattait en formations lâches sur le champ de bataille. Le sieur d'Elbee a documenté l'utilisation de lances, de boucliers, d'épées et de mousquets par l'armée lors d'un défilé militaire en 1670.

### Forteresse maritime
Les esclaves étaient capturés dans les États ennemis et transmis aux esclavagistes européens à destination des Amériques. C'est cette route qu'aurait prise le père de Toussaint L'Ouverture, le célèbre général qui a dirigé la rébellion des esclaves de la révolution haïtienne et amena Jean-Jacques Dessalines à établir le Premier Empire d'Haïti,.

## Économie
L'économie et l'expansion du royaume d'Allada ont été développés par les échanges que le royaume entretenait avec les autres royaumes, notamment le Royaume du Bénin au Sud de l'actuel Nigeria.
Le royaume d'Allada, ainsi que le royaume Houéda ont participé activement à la mise en esclavage et à la traite d'esclave, établissant ainsi leur puissance dans la région. Le territoire du royaume faisait partie de ce que les négriers appelaient "la côte des esclaves". Le Royaume d’Allada échangeait des captifs contre des marchandises européennes. "La côte des esclaves" s'étendait sur le long du Golfe du Bénin.
Durant le monopole portugais, au XVIe siècle, le royaume d'Allada pouvait fournir environ un millier d'esclaves annuellement, constituant la quasi totalité des esclaves échangés sur la Côte des Esclaves. Sous l'influence du monopole néerlandais, au XVIIe siècle, le chiffre croît particulièrement. En 1642, le nombre d'esclaves déportés annuellement depuis le royaume d'Allada se situe entre 1600 et 2000. Cependant, la prolifération de nouveaux ports participant à la traite des esclaves réduit l'intérêt du commerce à Allada et le nombre d'esclaves échanges redescend ensuite. Les sources sont cependant parcellaires et ces chiffres sont probablement en dessous de la réalité. Entre 1640 et 1690, Allada vendit environ 125 000 esclaves, atteignant un pic de 55 000 ventes dans les années 1680.
Une période d'interruption commerciale se déroule avec les Européens jusque dans les années 1660 où marchands néerlandais et anglais s'intéressent de nouveau au commerce à Allada. De bien plus grandes quantités d'esclaves sont vendus, atteignant le chiffre de 4000 esclaves pour l'année 1664. Avec la création de poste de traite néerlandais, le royaume d'Allada exporte annuellement entre 2500 et 3000 esclaves. Cependant, la pression commerciale d'autres ports côtiers provoque le déclin progressif des activités commerciales jusqu'en 1674. La pression des Britanniques et des Français provoque le départ des néerlandais et la centralisation du commerce vers le port de Ouidah. L'activité commerciale du royaume d'Allada ne se fait donc plus directement avec les Européens, mais avec l'intermédiaire du royaume voisin de Ouidah et ce jusqu'à son interruption dans les années 1720 par les conquêtes du royaume du Dahomey.

## Dynasties

### Rois d'Allada
- Aholuho Adja (vers 1440)
- De Nufion (vers 1445)
- Djidomingba (vers 1450)
- Dassu (vers 1458)
- Dassa (vers 1470)
- Adjakpa (vers 1475)
- Yessu (vers 1498)
- Akonde (vers 1510)
- Amamu (vers 1520)
- Agagnon (vers 1530)
- Agbangba (vers 1540)
- Hueze (vers 1550)
- Agbande (vers 1560)
- Kin-Ha (vers 1580)
- Mindji (vers 1585)
- Akolu (vers 1587 – 1590)
- Kopon (vers 1590 – 1610)
- Hunungungu (vers 1610 – ?)
- Lamadje Pokonu (? – vers 1660)
- Tezifon (vers 1660 – ?)
- Gbagwe (? – ?)
- De Adjara (? – mars 1724)

### Sous domination Dahomey
- Mijo (1742 – ?)
- inconnu (? – 1845)
- Déka (1845 – ?)
- Ganhwa (? – ?)
- Gangia Sindje (? – 1879)
- Gi-gla No-Don Gbé-non Mau (1879 – 4 février 1894)

### Sous domination française
- Gi-gla Gunhu-Hugnon (4 février 1894 – vers 1898)
- Djihento (vers 1898 – 15 décembre 1923)

### Depuis l'indépendance du Bénin
- Gi-gla II (1954 – vers 1991)
- Kpodégbé Togi Djigla (1992 – présent)

## Connexion à Toussaint L'Ouverture

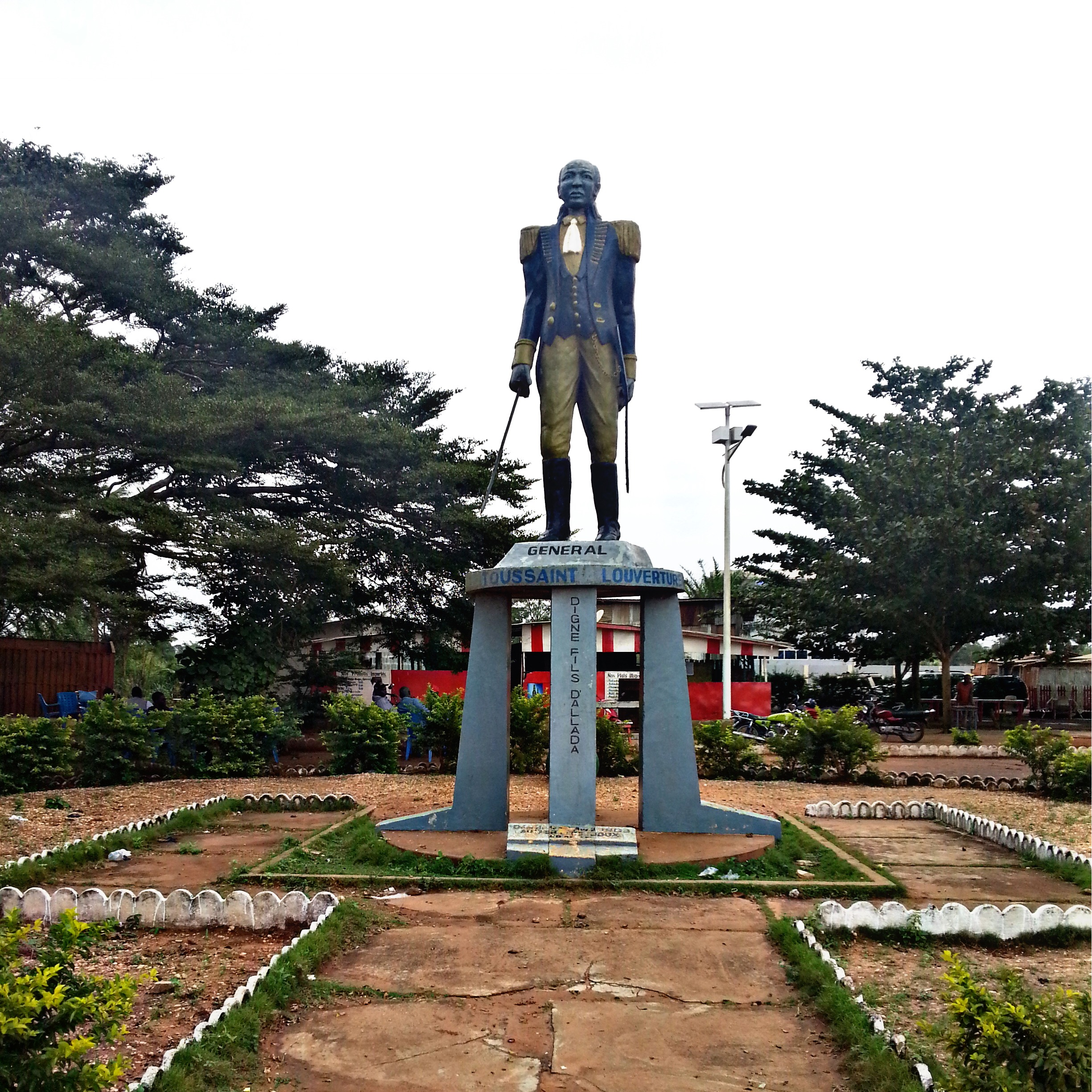
Place Toussaint Louverture à Allada.

Selon la Société historique de Toussaint Louverture, le révolutionnaire haïtien et premier gouverneur noir de Saint-Domingue était un descendant direct de Gaou Guinou, l'héritier – soit fils  soit frère  – du roi d'Ardra tué lors de l'invasion par le royaume du Dahomey en 1724.
Pour citer leurs sources, « Gaou Guinou, ministre de la guerre et frère cadet du roi d'Ardra, plutôt que de succéder à son père et de monter naturellement sur le trône, choisit alors d'accompagner ses soldats vaincus en exil. On lui a donné un hamac à bord d'un navire négrie, » qui a navigué vers l'île d'Hispaniola, où les esclaves ont été vendus en Haïti.
Il n'existe toutefois aucune trace d'un prince ou roi d'Allada nommé Gaou Guinou, faisant de la potentielle descendance royale de Toussaint Louverture un mythe. Selon l'actuel roi d'Allada, Kpodegbè, le nom du père de Toussaint serait en réalité Déguénon, ce qui n'est pas un titre royal mais un surnom en fon pour désigner un homme sage. Il est probable que Gaou Guinou soit un gan, titre donné un un gouverneur provincial au sein du royaume d'Allada sous domination du royaume de Dahomey. Il est donc également probable que l'ascendance de Toussaint soit dahoméenne et non issue de la dynastie Allada.